# 青天河水库
青天河水库是中国河南省焦作市博爱县境内的一座水库，位于丹河上，建于1972年。水库正常库容为1687万立方米，集雨面积为2513平方千米，海拔为350米。